# Бархатцы
Ба́рхатцы (лат. Tagétes) — род однолетних и многолетних растений семейства Астровые.

## Название
Латинское название дал в 1753 году Карл Линней по имени этрусского божества Тагеса, родившегося из борозды. Скорее всего, это название дано из-за лёгкости, с которой растения появляются каждый год либо из семян, завязавшихся в предыдущем году, либо из укоренившихся побегов стебля.
На Украине называются укр. «чорнобривці», в Беларуси — бел. «аксаміткі», в Англии — англ. «marigolds» (золото Мэри), в Германии — «студенческий цветок» или «турецкая гвоздика». Пряность из бархатцев известна под названием имеретинский шафран.
Один вид, Tagetes minuta, в некоторых районах считается инвазивным растением.

## Ботаническое описание
Стебли — прямостоячие, разветвлённые, образуют компактный или раскидистый куст высотой от 20 до 120 см.
Корневая система мочковатая.
Листья — перисто-рассечённые или перисто-раздельные, редко цельные, зубчатые, от светло- до тёмно-зелёных, расположенные супротивно или в очередном порядке, с просвечивающими желёзками.
Соцветия — корзинки, простые или махровые, жёлтые, оранжевые или коричневые. Головки у представителей этого рода средней величины (от 1 до 4-6 см), с цилиндрическим покрывалом, состоящим из одного ряда сросшихся между собой листочков; краевые женские цветки — язычковые; семянки линейные, к основанию суженные. Цветут обильно с июня до заморозков.
Плод — чёрная или чёрно-коричневая сильно сплюснутая семянка. Семена сохраняют всхожесть 3—4 года. В 1 г от 280 до 700 семян.
Запах растений, напоминающий астровый, специфический, для кого-то может быть неприятен. Обыкновенно разводят Tagetes patula L., с жёлтыми язычками и вверх стоящими ветвями.
Бархатцы хорошо растут практически в любой почве. Большинство сортов, применяемых в садоводстве, лучше всего растут в почве с хорошим дренажем, хотя известно, что некоторые сорта обладают хорошей устойчивостью к засухе.

## Распространение и экология
Происходят из Америки, где дико произрастают от Нью-Мексико и Аризоны до Аргентины, и откуда в XVI веке были завезены конкистадорами в Испанию, а затем распространились по Европе, России, Малой Азии и так далее.
В некоторых регионах России интродуцированные в качестве садовых растения натурализовались и встречаются в дикой природе. По данным БИН РАН бархатцы прямостоячие и б. раскидистые включены в атлас растений Ленинградской области .

## Применение

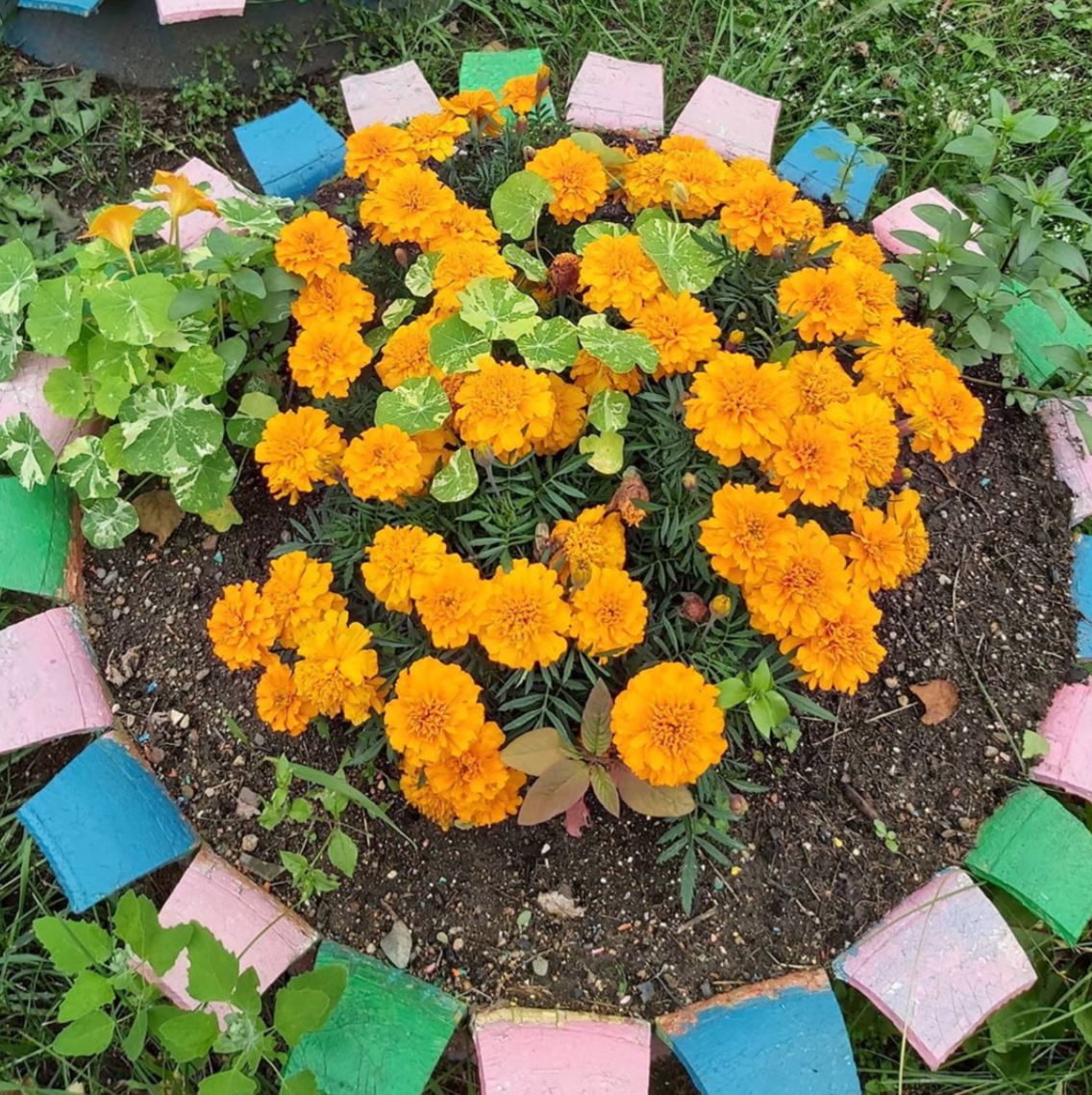
Бархатцы в саду. Восточная Сибирь

В декоративном цветоводстве используют обычно многочисленные гибридные сорта некоторых видов. Одним из основных сортовых признаков бархатцев является строение соцветий. Различают гвоздикоцветные (преимущественно из язычковых цветков) и хризантемовидные (в основном из крупных трубчатых цветков); махровые, полумахровые и простые.
В некоторых странах Европы и Латинской Америки высушенные цветы употребляются как пряность, известная в России и на Кавказе под названием имеретинский, или ложный шафран (в отличие от настоящего шафрана из растений рода Шафран). Имеретинский шафран применяется в качестве пищевого красителя, как обычные пряные травы.
В некоторых областях бархатцы используется в качестве лекарственного чая. Листья употребляются в Мексике от перемежающейся лихорадки, кахексии, запоров и как мочегонное и потогонное средство, а в больших дозах — как рвотное. Бархатцы считались цветком мертвых в доиспанской Мексике, аналогично лилии в Европе, и до сих пор широко используются в праздновании Дня мёртвых. Они могут продаваться на рынках для ежедневных поклонений и ритуалов.
Из-за антибактериальных тиофенов, выделяемых корнями, бархатцы не следует сажать рядом с бобовыми культурами.
Бархатцы являются пищей для некоторых гусениц чешуекрылых, включая Melanchra persicariae, и источником нектара для других бабочек. В дикой природе многие виды опыляются жуками.
Бархатцы также широко культивируются в Индии и Таиланде, особенно виды Бархатцы прямостоячие, Бархатцы мелкоцветные и Бархатцы тонколистные. Огромное количество бархатцев используется в гирляндах и украшениях для свадеб, праздников и религиозных мероприятий. Культивирование бархатцев широко распространено в индийских штатах Телангане, Андхра-Прадеш, Тамил-Наду, Западная Бенгалия, Карнатака и Уттар-Прадеш для праздника Дивали. На Украине чернобровицы рассматриваются как один из национальных символов, а также часто упоминаются в песнях, стихах и сказках.
В Латинской Америке оранжевые бархатцы очень часто используют в украшениях на могилах в семейный праздник — День мёртвых. По повериям, они притягивают души умерших. В Мексике эти цветы называются «цветы мёртвых» (исп. Flor de Muerto).

## Классификация

### Таксономия[16]
Tagetes L., 1753, Sp. Pl. : 887
Род Бархатцы относится к семейству Астровые (Asteraceae) порядка Астроцветные (Asterales). Кладограмма в соответствии с Системой APG IV по состоянию на июнь 2023 года:
|  |                                      |  |                                   |                                   |                    |  | ещё 10 семейств |                |                |                                                               |
|  |                                      |  |                                   |                                   |                    |  |                 |                |                | 52 подтвержденных вида и 56 таксонов, ожидающих подтверждения |
|  |                                      |  |                                   | порядок Астроцветные              |                    |  |                 |                | род Бархатцы   |                                                               |
|  |                                      |  |                                   | порядок Астроцветные              |                    |  |                 |                | род Бархатцы   |                                                               |
|  | отдел Цветковые, или Покрытосеменные |  |                                   |                                   | семейство Астровые |  |                 |                |                |                                                               |
|  | отдел Цветковые, или Покрытосеменные |  |                                   |                                   |                    |  |                 |                |                |                                                               |
|  |                                      |  | ещё 63 порядка цветковых растений | ещё 63 порядка цветковых растений |                    |  |                 | ещё 1787 родов | ещё 1787 родов |                                                               |
|  |                                      |  |                                   | ещё 63 порядка цветковых растений |                    |  |                 |                | ещё 1787 родов |                                                               |

### Виды
В качестве декоративных в основном выращиваются Tagetes erecta — Бархатцы прямостоячие. В состав этого вида включаются и Бархатцы мелкоцветные, по более ранним классификациям выделявшиеся в самостоятельный таксон. Кроме этого встречаются сорта бархатцев Tagetes tenuifolia — бархатцев тонколистных или «мексиканских».

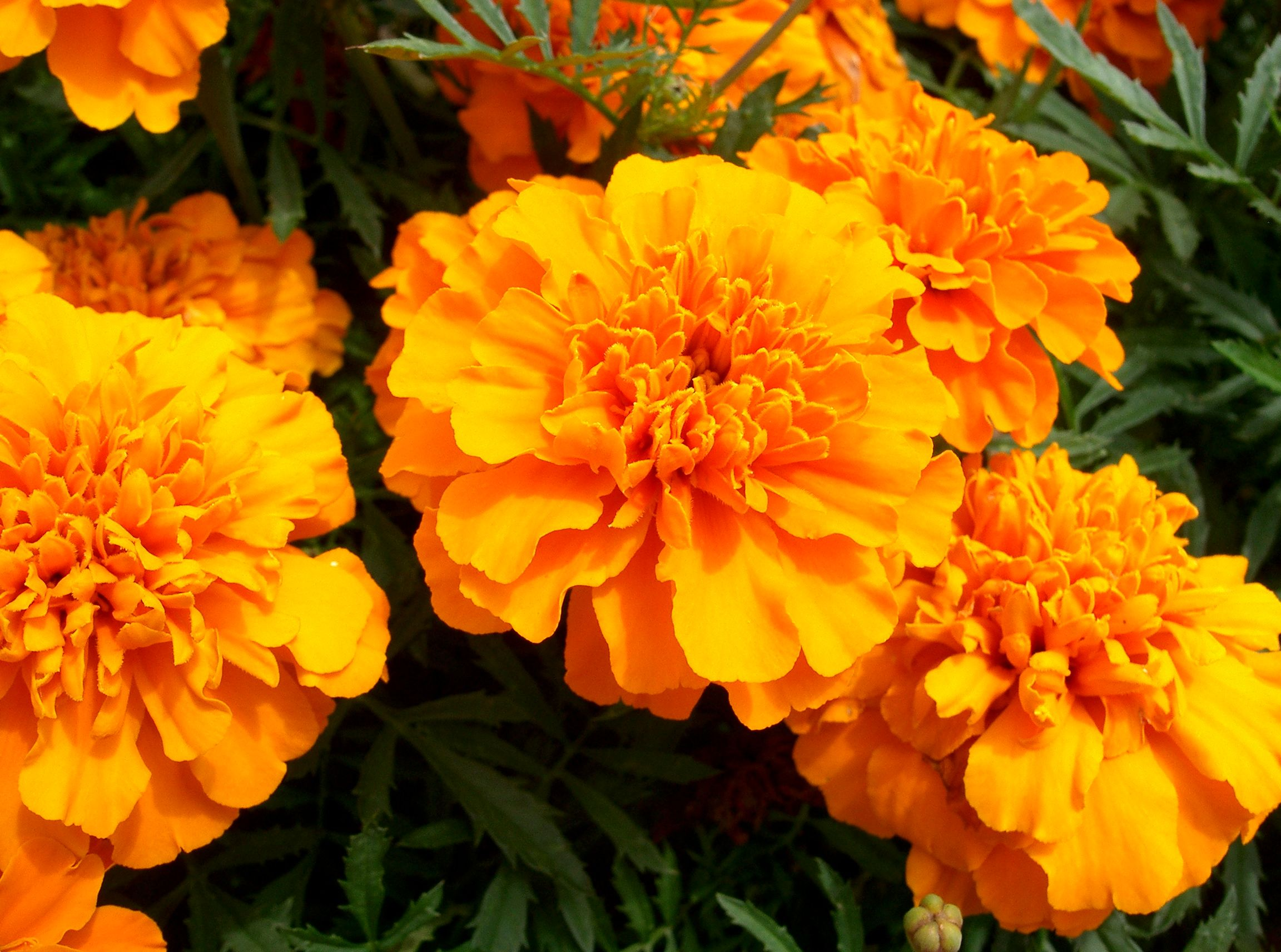
Tagetes patula
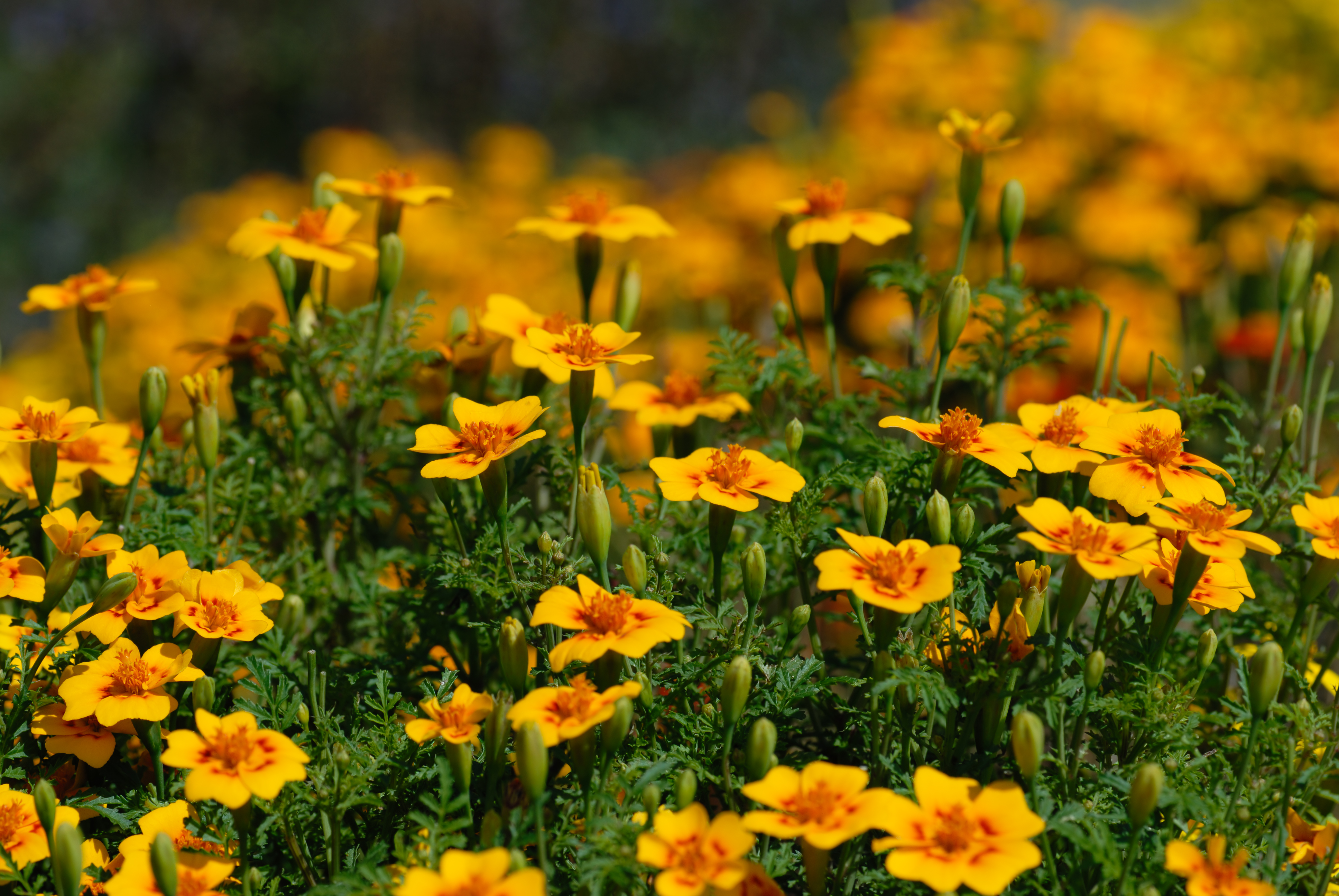
Tagetes tenuifolia
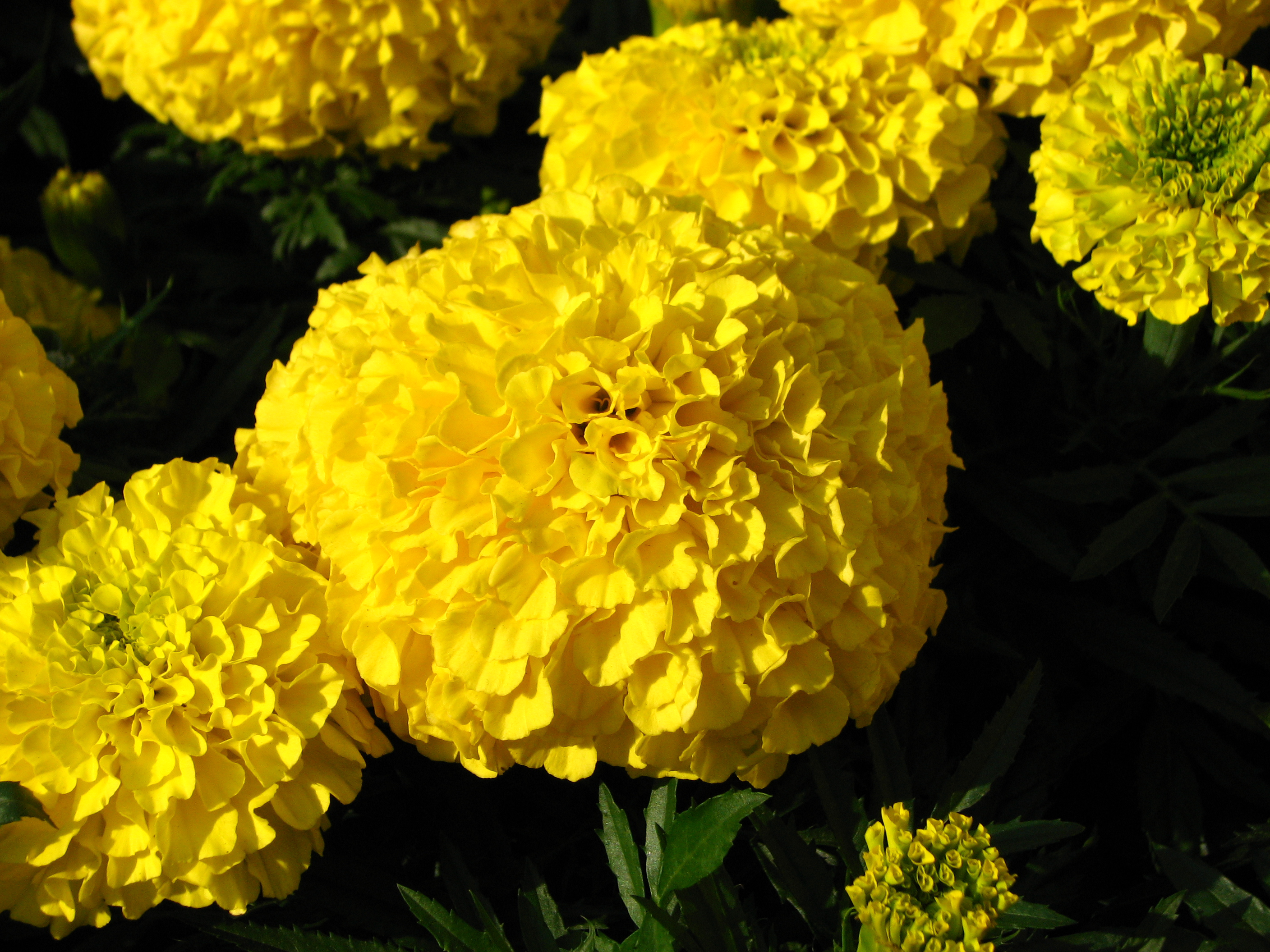
Tagetes erecta
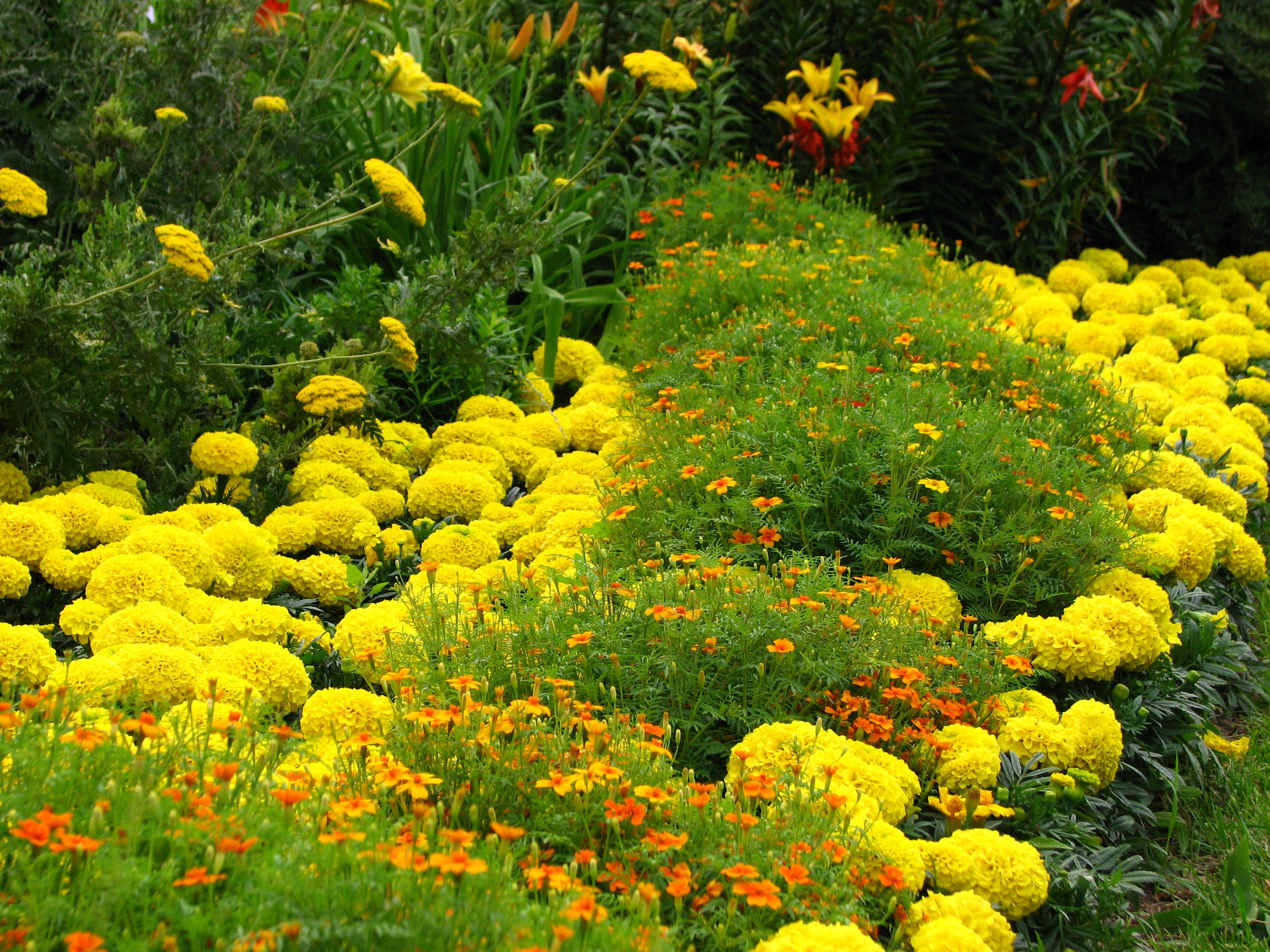
Бордюр из низкорослых бархатцев прямостоячих и более высоких бархатцев тонколистных.